# 國立臺灣大學科學教育發展中心
國立臺灣大學科學教育發展中心（Center for the Advancement of Science Education，CASE），位於國立臺灣大學理學院思亮館國際會議廳。成立於2008年10月。是一個結合科學教育與科普，並且連結多媒體網路，為社會普羅大眾及教師、學生產出科學內容的影音科教資源、平面文字科普出版以及推動創新科普活動，發展科學傳播和科學文化的校級中心。

## 創建與發展
2008年10月，國立臺灣大學科學教育發展中心成立。過程乃經由當時蔣丙煌教務長、洽同理學院羅清華院長及生命科學院羅竹芳院長發起，委請化學系陳竹亭教授負責規劃科學教育相關之校級中心，草擬中心成立辦法。為與三所國立師範大學所屬之科學教育中心之科教學術研究目標區別，遂取名「科學教育發展中心」（英文：The Center for the Advancement of Science Education, 簡稱CASE），冀以推動科普、科學傳播為目標。中心組織辦法由全校行政會議通過後實施。
2008年11月，中心在物理館凝態中心914室成立臨時辦公室，陳竹亭教授擔任首屆中心主任。2012年，蔣丙煌教務長囑令斥資整修理學院思亮館國際會議廳，將「思亮講堂」整建為微表演兼演講廳，設席150座位，俾以促進科教和科普的推廣活動。講堂的前廳則設為錢思亮故校長的紀念廳。國際會議廳前方是拱形孔柱的長廊，面對思亮館草坪; 後方是圓弧的磚牆，背倚醉月湖畔，兩側則有拱型的長窗，造型典雅。2012年底，中心搬入現址，2013年2月主持錢思亮故校長105誕辰紀念講座，遂正式揭碑開始現址的啟用
2014年8月物理系高涌泉教授接任科教發展中心主任。

## 科普活動
CASE在2009年春天推出的第一個旗艦型科普活動就是探索基礎科學講座。講座設定為主題型系列演講，一學期就累積出一門微課程。2009年恰逢達爾文200年誕辰，出版《物種起源》150週年，同時也是伽利略拿起望遠鏡仰望天空，發現木星的衛星整整400年。CASE規劃了春季的「達爾文的奇幻旅程」共8講，;秋季的「星空協奏曲」共10講。前者的開幕，由李嗣涔前校長致詞，肯定了CASE的社會服務目標，短講前的短片和美工設計都令人驚艷。尤其是演講和高雄中學連線直播，現場用了導播機攝影，數週內演講錄影就影音上線CASE影音平台，這些在大學中都是全新的科學傳播概念。其後影音平台轉往Youtube。「星空協奏曲」也由台大出版中心在2013年集成文字出版。
CASE的第二個旗艦型科普活動是仿效TED的精神，於2012年首創的「青年尬科學—聽、說、讀、寫大擂台」。此為一個結合科學和語文，依PK方式設計給15-18歲青少年的創新比賽，提供了嶄新的科學敘事舞台。活動甫推出就獲得台積電文教基金會的青睞，提供了贊助。2013年起，活動易名為「台積電盃青年尬科學」。兩年後，科普閱讀的火苗就在國、高中的校園中展開燎原之勢。
2010年，CASE響應「科學月刊四十週年」科普系列活動，推出了「科學到民間，青年HOT科學」的全國大眾科普活動,。一年中獲得兩百多位科學家、工程師、醫生或老師擔任義務講師志工，一百多個單位協助主辦活動，全年累積了約三百場科普演講，並且收集影音資料。2012年繼續推動「科學到民間，東部知識列車」，第三波則是「知識列車—我的學思之旅/永續發展之旅」，將科普活動深入偏鄉離島，徹底實踐「科學月刊的科學到民間—理想、啟蒙、奉獻」的使命！
此外，CASE在2013年母親節創作了結合化學演示實驗和舞台劇：「Magichem—夢遊魔幻化境」；2014年製播了「CASE異言堂」，討論針砭教育時事；2015年推出「科學史沙龍」；2016年製作「百秒說科學」；2018年則有「CASE說書人」、2019年推出「全國科普漫畫大賽」等，層出不窮的創意，都是發展科學傳播，奠基科學文化的新猶。

## 多媒體網路資源
網路多媒體資源是CASE的核心傳播平台。2009年，CASE在繁忙的科普活動中建置了以圖像為視覺主軸的網際網路。高清畫質的影音平台收納了所有CASE經營的演講和科普活動。現場參加、遠距直播、再加上隨時上網，CASE的科學傳播是全天候的即時服務。閱聽大眾不必因為現場活動向隅，就完全錯失了參加的機會。但是中心對主辦的活動仍然十分重視「市場」和「行銷」，探索基礎科學講座現場280個座位的演講廳總是場場爆滿。2013年春天的講座—「沒人懂的量子世界」不僅挑戰了困難艱深的主題，現場觀眾平均每場都超過400位，每次都必須加開直播教室。活動後的網路點閱也能快速累積數千人次。自2009的十年來，網路影音服務已轉向上架Youtube，累積科普資源逾千筆，點閱統計則以數百萬人次計。
2010年，CASE在校園中率先啟動錄製了OCW開放式課程。經過獲得教師首肯簽約後，一律在教室現場以雙機錄製，影像聲音都清晰活潑，普通物理、相對論、普通化學、有機化學、化學鍵等都是高點視率的課程。2012年後，台大教學發展中心成立了校方的OCW開放課程平台，CASE算是拋磚引玉。但是一些高收視的課程，仍然是國內外學子或社會大眾極受歡迎的自修開放課程。
除了網路影音平台，CASE的部落格也是重要的網路多媒體資源庫。陳竹亭教授於2007-2008年協助國科會高瞻計畫建置「高瞻自然科學教學資源平台」。因為高瞻計畫的終極目的是新興科技融入高中職教材，鑑於維基百科資料庫的成就，及中文科學資料庫的匱乏，乃結合大學及高中教師以工作坊的模式開創了國內第一個多學科的自然科學教學資源褲及搜尋引擎，提供無地域、無界限的開放式自主學習網。2012年，平台提升為多功能複合式，並改名為「科學Online」。截至2019年點閱總人次已逾兩千萬。
CASE相信科學與人文結合才能深入社會。2009年十月成立的CASE PRESS兼顧知性與感性，從社會觀點、人文關懷、文化層面或藝術風格等角度切入科學議題，藉著發展迅速的開放式電子媒體作為傳播載具，發揮動態、多元、即時、互動、共享等諸般優點，與科學及非科學專業之讀者共同組成粉絲族群。2016年部落格更名為CASE報科學。CASEdu顧名思義則是與教育議題相關的部落格。雖然未發展成一個全國教育論壇，或是形成十二年國教及高等教育議題討論的中心，CASE仍然未忘初心及自身的教育願景，是一個尚待開發的園地。

## 科學傳播
CASE在2009年推出多媒體網路鼓吹科學傳播，以科學學術專業跨界傳播的先驅姿態，親身證明了建置網路平台並不是傳播唯一或至高的要務，其實科學傳播人材才是關鍵。CASE也呼籲積極稱職的「科學人」必須設法了解「市場」方向，掌握「行銷」手段，然後提供適合的科普素材。事實上，近年來以專業為上的大學或研究單位，譬如中央研究院的「研之有物」和科技部的「科技大觀園」都設置了網路編輯人手，以科學人領銜的角色來經營傳播的網站。

## 地圖
CASE設址於臺大理學院思亮館的國際會議廳，座落於醉月湖的東北角，建築呈U形。

## 外部連結
- 國立台灣大學科學教育發展中心官網（页面存档备份，存于）
- 科學Online/高瞻自然科學教學資源平台 （页面存档备份，存于）
- CASE報科學 （页面存档备份，存于）
- CASE-OCW開放式課程影音平台 （页面存档备份，存于）
- CASE活動網 （页面存档备份，存于）
- SHS計劃跨科際教育傳播平台 （页面存档备份，存于）
- CASE 影音 Youtube （页面存档备份，存于）
- CASE臉書粉絲頁 （页面存档备份，存于）